# سد قدیمی جمال‌آباد
سد قدیمی جمال آباد مربوط به دوران‌های تاریخی پس از اسلام است و در حومه اورمیه، بخش انزل واقع شده و این اثر در تاریخ ۲۵ اسفند ۱۳۷۹ با شمارهٔ ثبت ۳۳۸۳ به‌عنوان یکی از آثار ملی ایران به ثبت رسیده است.